# Gustav Heynhold
Gustav Heynhold (o Heinhold) (1800- 1860) fue un botánico alemán.
Clasificó y nombró 426 especies de vegetales. En 1841 renombra a Arabis thaliana como Arabidopsis thaliana (L.) Heynh. en honor de Johannes Thal.
Heinhold había estudiado en la academia médico-quirúrgica de Dresde, pero parece que nunca trabajó como médico. Era un erudito privado en Dresde y vivía de ricos mecenas de su trabajo, que le daban una pensión, y de la venta de plantas (Herbar). Numerosas primeras descripciones o renombramientos, por ejemplo del género Arabidopsis, tienen su origen en él. En 1828 estuvo en Trieste y al año siguiente publicó en la revista Flora sobre la vegetación de allí. En 1838 adquirió la 3.ª edición de Flora der Umgebung von Dresden (la primera en 1808) de Heinrich David August Ficinus, que era farmacéutico y profesor de la escuela veterinaria y uno de sus profesores académicos (otro era Heinrich Gottlieb Ludwig Reichenbach), y escribió su propia Flora de Sajonia con Friedrich Holl. Junto con el jardinero de arte y comercio de Dresde Traugott Jakob Seidel (1833-1896) escribió un libro sobre los rododendros.
Publicó una lista de nombres científicos de plantas de jardín (Nomenclator Botanicus Hortensis), por la que es más conocido. Era considerado uno de los mejores expertos en halcones (Hieracium).

## Obra
- Das natürliche Pflanzensystem : ein Versuch, die gegenseitigen Verwandtschaften der Pflanzen aufzufinden ... : mit Berücksichtigung der arzneilichen und überhaupt anwendbaren Gewächse, nebst einer historischen Einleitung, ed. Dresden ; Leipzig : in der Arnoldischen Buchhandlung, 1840.[1]

- Nomenclator Botanicus Hortensis en 2 partes

- Flora von Sachsen ...wildwachsenden und allgemein angebauten Pflanzen Dresde; Verlag: J. Naumann 1842

- Flora oder Botanische Zeitung. Nro. 42. Regensburg, 1829 - Uebersicht der Vegetation in den Umgebungen Triest's; von Hrn. Gustav Heynhold zu Dresden.

- Flora von Sachsen : Clavis generum : eine synoptische Darstellung der zu diesem Florengebiet gehörigen Gattungen der ersten Abtheilung (der Phanerogamen), zum erleichterten Bestimmen, nebst einem deutschen Register derselben

- Die Rhodoraceae oder Rhododendreae : eine Anleitung zur Cultur dieser Pflanzenfamilie, Traugott Jakob Seidel (1833- 1896) und Gustav Haynhold, Arnoldische Buchhandlung; erste Auflage 1843; zweite Auflage 1846

- Kryptogamie, Heinrich David August Ficinus; Gustav Heynhold; C Schubert - Arnoldsche Buchh. 1823

### Eponimia
- (Polemoniaceae) Phlox heynholdii Grieve[2]